# Auditório de Mecenas
Auditório de Mecenas (em italiano:  Auditorium di Mecenate; em latim: Auditorium Maecenatis), na realidade um ninfeu e não um auditório, é um antigo edifício localizado no rione Esquilino de Roma, Itália, no largo Leopardi ao longo da via Merulana. 

## História
O edifício, que era parte dos Jardins de Mecenas (em latim: Horti Maecenatis), foi escavado em 1874. Trata-se de uma grande sala retangular semi-sorterrada, com abside de um dos lados menores e construída quando a villa foi criada. Graças a um trecho de Horácio, o local foi identificado como sendo a villa de Mecenas, no Esquilino, que também servia como necrópole e como parte do nivelamento do terreno necessário ao antiquíssimo áger. Em seu lado de frente para a via Leopardi, o edifício se sobrepôs à Muralha Serviana, levando à demolição de um trecho desta.
Sabemos, por Suetônio, que o imperador romano Augusto, quando ficava doente, dormia sempre na casa de Mecenas. Depois da morte de Mecenas (8. a.C.), a villa foi anexada às propriedades imperiais e, depois, concedida a Tibério quando ele retornou de seu exílio em Rodes. Ele realizou algumas reestruturações: são desta época algumas pinturas do jardim do ninfeu, em terceiro estilo, que provavelmente estão relacionadas aos afrescos do ninfeu subterrâneo da Villa de Lívia (fim do século I a.C.).

## Descrição

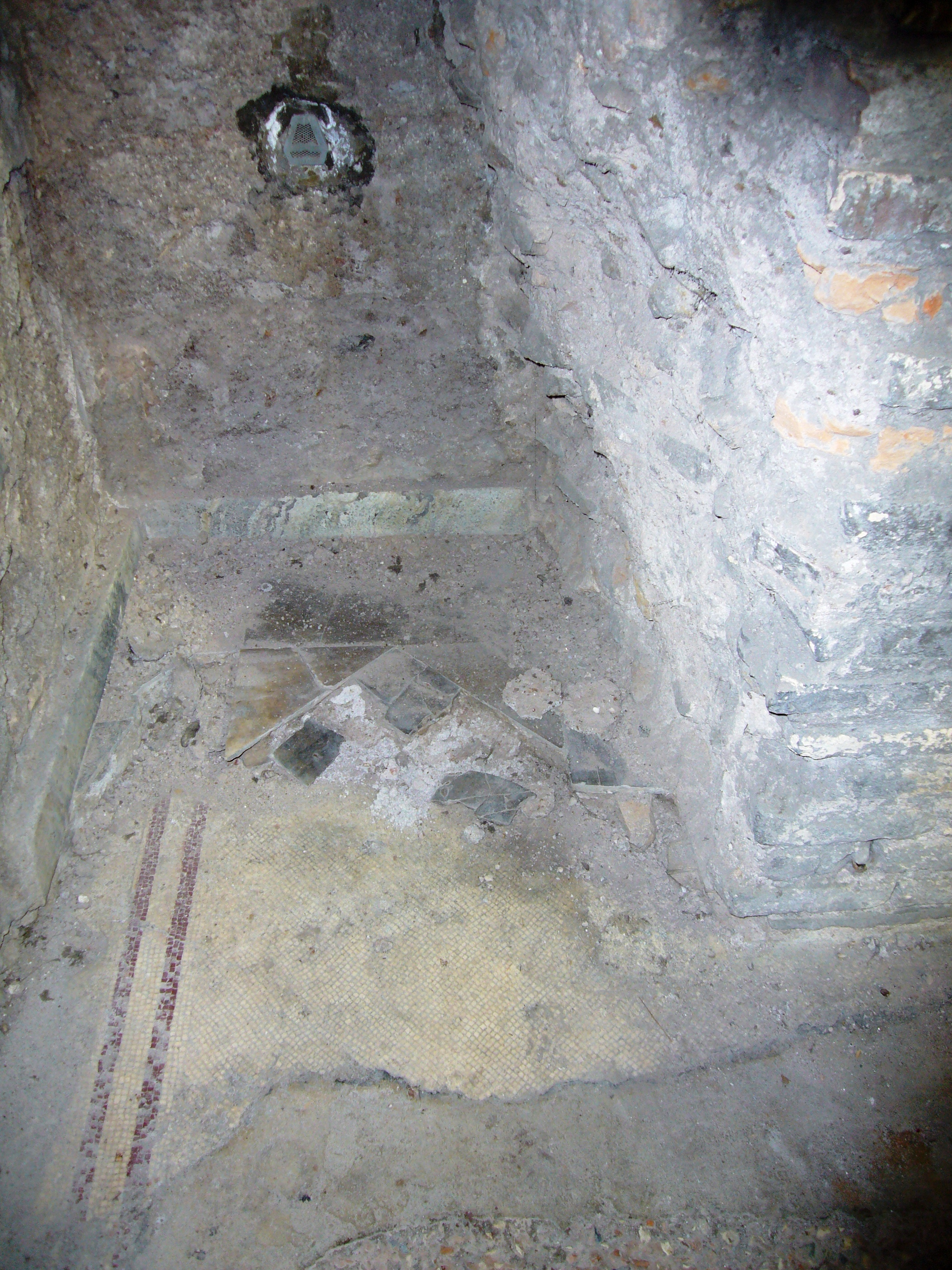
Fragmentos do piso.

A parte anterior da sala é bastante mais ampla que a posterior. Só estão escavados seis nichos por lado, mas outros cinco, na abside e acima dos sete níveis superiores de degraus circulares originalmente cobertos de mármore cipolino, formavam uma espécie de cávea teatral. Nos degraus mais altos da cávea chegavam tubos (depois bloqueados) que jorravam muita água na sala, que foi identificada como sendo um ninfeu, com os degraus decorados com vasos de flores à volta dos quais a água espirrava copiosamente. Este monumento foi então decorado com magníficas pinturas nos nichos, que deram à fachada a impressão de um magnífico parque subterrâneo.
O ninfeu não era isolado e se ligava a um conjunto mais antigo de salas e corredores. A data da técnica de construção (opus reticulatum) confirma um período entre o final da república e o início do império. Desta mesma primeira fase é também um piso em mosaico encontrado no local, com tésseras brancas muito pequenas pintadas. Sobre ele foi depois sobreposto um piso de mármore. Uma terceira fase é, talvez, representada pelo muro de tijolos apoiado em parte na parte baixa da cávea.

## As pinturas
As pinturas, hoje conservadas de forma muito fragmentária, só foram reconstruídas graças a alguns desenhos publicados depois das escavações de 1874, pois não existe documentação fotográfica da época do descobrimento. Trata-se de uma decoração típica do terceiro estilo: cada nicho estava decorado com um padrão com uma árvore no centro posta sobre uma balaustrada de mármore com um recesso central onde estava uma fonte ou vaso. As árvores do entorno, remexidas pelo vento, estão repletas de pássaros em voo e pousados. A presença dos nichos reais obrigou os artistas a inventarem um forma de ocupar a faixa acima deles, que foram decoradas com uma criativa chuva de flores. Os nichos foram pensados como elementos independentes da sala, como "janelas arqueadas" de vidro de frente para um jardim, como se, por um passe mágica, dessem vista para o verde e elementos decorativos. 